# II. třída okresu Plzeň-sever
 II. třída okresu Plzeň-sever (okresní přebor II. třídy) tvoří s ostatními skupinami II. třídy osmou nejvyšší fotbalovou soutěž v České republice. Hraje se každý rok od léta do jara se zimní přestávkou. Na konci ročníku nejlepší dva týmy postupují do I. B třídy Plzeňského kraje (do skupiny B) a dva nejhorší týmy sestoupí do III. třídy okresu Plzeň-sever.

## Vítězové
| Ročník  | Vítězný tým           |
| ------- | --------------------- |
| 2004/05 | TJ Baník Zbůch        |
| 2005/06 | TJ Sokol Plasy        |
| 2006/07 | TJ Heřmanova Huť      |
| 2007/08 | TJ Dioss Nýřany       |
| 2008/09 | FK Bohemia Kaznějov   |
| 2009/10 | Slavoj Žihle          |
| 2010/11 | TJ Sokol Plasy        |
| 2011/12 | TJ Nečtiny            |
| 2012/13 | FK Bohemia Kaznějov   |
| 2013/14 | TJ Sokol Plasy        |
| 2014/15 | Tatran Třemošná       |
| 2015/16 | SK Slavia Vejprnice B |
| 2016/17 | TJ Sokol Kozolupy     |
| 2017/18 | TJ Slávia Úněšov      |
| 2018/19 |                       |